# Nytva
Nytva è una città della Russia europea nordorientale (Territorio di Perm') che appartiene al rajon Nytvenskij, del quale è il capoluogo.
Sorge nella parte centrale del Territorio, circa 70 chilometri ad ovest di Perm', sulle sponde del piccolo fiume omonimo a breve distanza dalla sua confluenza nella Kama.